# Malabar (Stany Zjednoczone)
Malabar – miasto w Stanach Zjednoczonych, w stanie Floryda, w hrabstwie Brevard.